# Daniel Günther
Daniel Günther, född 24 juli 1973 i Kiel i dåvarande Västtyskland, är en tysk konservativ politiker tillhörande CDU. Sedan 28 juni 2017 är han Schleswig-Holsteins ministerpresident, i spetsen för en mitten–högerkoalition bestående av CDU, Die Grünen och FDP.

## Biografi

### Utbildning och tidig karriär
Günther tog studentexamen från Jungmannschule i Eckernförde 1993 och studerade därefter statsvetenskap, nationalekonomi och psykologi vid Kiels universitet, vilket han avslutade med en Politices magister-examen. Från 1997 till 1999 var han projektledare inom näringslivsutveckling i Kronshagen, och var från 1998 till 2005 medlem av styrelsen för Stadtwerke Eckernförde, från 2003 som vice ordförande.
Från 2000 till 2005 var han administrativ chef för de regionala CDU-distrikten i Kreis Rendsburg-Eckernförde och Neumünster, och från 2005 till 2012 chef för Schleswig-Holsteins CDU-distrikt. Mellan 2013 och 2014 var han även ledare för Hermann Ehlers-stiftelsen och Ehlers-akademien med säte i Kiel.

### Familj
Günther är katolik och är gift. Han har två döttrar.

### Politisk karriär
Günther var distriktsordförande i Junge Union i Rendsburg-Eckernförde från 1994 till 1999 och från 1998 till 2000 vice distriktsordförande i Rendsburg-Eckernfördes CDU-distrikt. Från 2006 var han kassör i distriktet. Från 2010 till 2016 var han ordförande i Eckernfördes lokalavdelning.
Från 1998 till 2014 var Günther medlem av stadsfullmäktige i Eckernförde, och från 2003 till 2005 förste vice borgmästare i Eckernförde. Från 2003 till 2010 var han även ledamot av fullmäktige i Kreis Rendsburg-Eckernförde. Han valdes in i Schleswig-Holsteins lantdag som direktvald kandidat genom personval 2009, där han återvaldes 2012 och 2017. Günther har verkat inom utbildningsutskottet som CDU:s talesperson i högskolefrågor. I oktober 2014 valdes han till Johannes Callsens efterträdare som gruppledare för CDU i lantdagen.
Günther efterträdde Ingbert Liebling som CDU-ledare i Schleswig-Holstein i november 2016, efter att ha valts med stor majoritet på landsmötet, och valdes 2017 även till toppkandidat till delstatsvalet. Efter att CDU i lantdagsvalet 2017 gått framåt med 1,2 procentenheter till 32 procent valdes Günther till ministerpresident i Schleswig-Holstein i spetsen för en koalition bestående av CDU, Die Grünen och FDP.
I egenskap av ministerpresident i Schleswig-Holstein var Günther enligt gällande turordning mellan förbundsländerna även ordförande för Tysklands förbundsråd från 1 november 2018 till 31 oktober 2019, och därmed Tysklands förbundspresidents ställföreträdare.

## Politiska positioner
Günther är aktiv katolik, vilket är unikt i Schleswig-Holsteins lantdag. Han har föreslagit att förbundslandets författning även ska innehålla hänvisningar till den kristna guden.
I mars 2016 tog han aktivt ställning för att fläskkött även i framtiden ska serveras i offentliga kantiner, förskolor och skolor, med hänvisning till att fläskkött i "vår (tyska) kultur" tillhör en "nyttig och balanserad kost". Förslaget framkom i samband med flyktingskrisen i EU som inleddes 2015. Vissa offentliga bespisningsställen hade av hänsyn till muslimska kostregler avskaffat fläskkött på menyn. I slutet av 2016 kritiserade han även reglerna för dubbelt medborgarskap i Tyskland och föreslog skärpningar av dessa inför förbundsdagsvalet 2017. I frågan om rätten till familjeåterförening har Günther sagt att "Det är bättre att föra samman familjer, eftersom det hjälper integrationen i vårt land."
Inom ekonomisk politik har Günther främst intagit liberala positioner och han har även i strid med partilinjen offentligt tagit ställning för samkönade äktenskap och homosexuellas rätt till adoption. Dessutom vill han se en ökad övergång till ekologiskt lantbruk. Inom bildningsområdet har han förordat en återgång till längre gymnasiestudier. Han är även skeptisk mot en ytterligare utbyggnad av vindkraft i Tyskland och vill se en "hårdare linje" inom säkerhetspolitiken. 
I augusti 2018 väckte en intervju med Günther visst uppseende med förslaget att CDU framöver borde söka "förnuftiga lösningar" i riktning mot ett samarbete med Die Linke på delstatsnivå i de nya förbundsländerna i öst, i de fall när valresultaten inte tillåter CDU att regera i en mitten–höger-koalition.

## Utmärkelser
- Dannebrogordens kommendörskors, 2019, för sina förtjänster i att främja tyskt-danskt samarbete.